# Красная Поляна (Амурская область)
Кра́сная Поля́на — село в Серышевском районе Амурской области России. Входит в состав Томского сельсовета.

## География
Село Красная Поляна расположено на Транссибе, к югу от посёлка Серышево, расстояние до районного центра (через село Поляна) — 18 км.
Станция Украина (ЗабЖД) — спутник Красной Поляны.
На юг от села Красная Поляна идёт дорога на правый берег реки Томь, к селу Бочкарёвка.

## Население
| 2002 | 2010 | 2012 | 2013 | 2014 | 2015 | 2016 |
| ---- | ---- | ---- | ---- | ---- | ---- | ---- |
| 1515 | ↘151 | ↗152 | ↘150 | ↘143 | ↗153 | ↘151 |
| 2017 | 2018 |      |      |      |      |      |
| ↗152 | ↗154 |      |      |      |      |      |

## Улицы
| - ул. Кирпичная, - ул. Луговая, - ул. Полевая, | - ул. Тополиная, - ул. Центральная, - ул. Центральная-2. |